# Hunger (film 2009)
Hunger è un film del 2009 diretto da Steven Hentges.

## Trama
Cinque completi sconosciuti, tre uomini e due donne, si risvegliano in una prigione sotterranea. Sono in trappola, ma non sanno il perché. Si renderanno presto conto di essere le cavie umane di un sadico esperimento attuato per testare la volontà di sopravvivenza. E mentre i giorni passano senza nessuna possibilità di fuga e la fame aumenta, la loro umanità via via scompare...